# Pilot no. 5
Pilot No. 5 é um filme estadunidense de 1943 estrelado por Gene Kelly, Franchot Tone, Marsha Hunt, Van Johnson e Peter Lawford. A direção foi feita por George Sidney.